# Матачич, Ловро фон
Ловро фон Матачич (хорв. Lovro von Matačić; 14 февраля 1899, Сушак, Риека, Хорватия — 4 января 1985, Загреб, Югославия) — хорватский дирижёр и композитор.

## Биография
Сын оперного певца и актрисы. С восьми лет жил в Вене, пел в Венском хоре мальчиков и учился в гимназии пиаристов, где преподавались музыкальные дисциплины. Частным образом брал уроки у многих видных музыкантов, уже в 1915 году сочинённая Матачичем Фантазия для оркестра была исполнена Тонкюнстлероркестром под управлением Бернхарда Паумгартнера. В 1916 г. начал работать репетитором в Кёльнской опере, два года спустя вернулся в Вену. Затем эпизодически дирижировал в Осиеке, Загребе и Нови-Саде, пока в 1922 году не подписал контракт с Люблянской оперой, где его первым значительным успехом стала постановка оперы Леоша Яначека «Йенуфа». С 1932 года работал преимущественно в Загребе, в 1936-1939 гг. (до начала Второй мировой войны) руководил Симфоническим оркестром Белградской филармонии, как приглашённый дирижёр регулярно появлялся в Вене, Берлине, Риге.
Во время войны Матачич большую часть времени проводил в Загребе в качестве армейского офицера и инспектора музыкальных ансамблей хорватской армии, продолжая выступать в Загребе, Вене и Берлине. Его последний концерт перед арестом (с оркестром Государственного радио) состоялся 23 апреля 1945. В тюрьме он также руководил оркестром и хором. После того, как его вторая жена Элизабет Лилли Левенсон добилась для него помилования, Матачич переехал в 1948 году в Скопье.
В 1956—1958 годах был главным дирижёром Саксонской государственной капеллы. В 1961—1966 годах — главный дирижёр Оперы Франкфурта. В 1972—1980 — главный дирижёр Филармонического оркестра Монте-Карло. В 1967—1985 — главный дирижёр токийского симфонического оркестра NHK.
Среди осуществлённых записей выделяются симфонии Брукнера.